# Parafia św. Jacka we Wrocławiu
Parafia Świętego Jacka we Wrocławiu – parafia rzymskokatolicka w dekanacie Wrocław północ III (Psie Pole), archidiecezji wrocławskiej. Obsługiwana przez księży archidiecezjalnych. Erygowana w 1948. 

## Zasięg parafii
Ulice: Bazaltowa, Betonowa, Byczyńska, Ceglana, Cementowa, Chałupnicza, Chłopska, Jamesa Cooka, Działdowska (nr. 1-19), Vasco da Gamy, Gołdapska, Gospodarska, Krzysztofa Kolumba, Kowalska (nr. 68-150), Lechitów, Ludowa, Ferdynanda Magellana, Miłoszycka, Monopolowa, Murowana, Mydlana, Niborska, Ożarowska, Marca Polo, Swojczycka, Szczycieńska, Tczewska, Ameriga Vespucciego.

## Proboszczowie
Źródło: 
- ks. Stanisław Sendys (1948–1951)
- ks. Józef Zarembski (1951–1952)
- ks. Jan Wierusz-Kowalski (1953)
- ks. Jan Śliwa (1953–1966)
- ks. Edward Zborowski (1967–1988)
- ks. Zdzisław Więcław (1989–1991)
- ks. Henryk Kowalski (1991–1993)
- ks. Jarosław Grabiak (1993–2017)
- ks. Wiesław Wenz ( 2017–2024)
- ks. Jerzy Tupikowski (od 2024)[1]